# Kazımabad
Kazımabad è un comune dell'Azerbaigian situato nel distretto di Cəlilabad. Conta una popolazione di 2 254 abitanti.